# История Эмилии

Карта римского региона Regio VIII Aemilia (ит.), от которого происходит название сегодняшнего исторического региона. Красными точками показаны населённые пункты вдоль Эмилиевой дороги.

История Эмилии, области на севере Апеннинского полуострова, начинается в палеолите и богата большим историческим наследием.
Эмилия вошла в состав Королевства Италия в марте 1860 года вместе с Романьей и Тосканой. До этого на её территории существовали герцогств Пармское герцогство, Герцогство Гвасталла, Моденское герцогство, а также свободного города Болонья.

## Античность

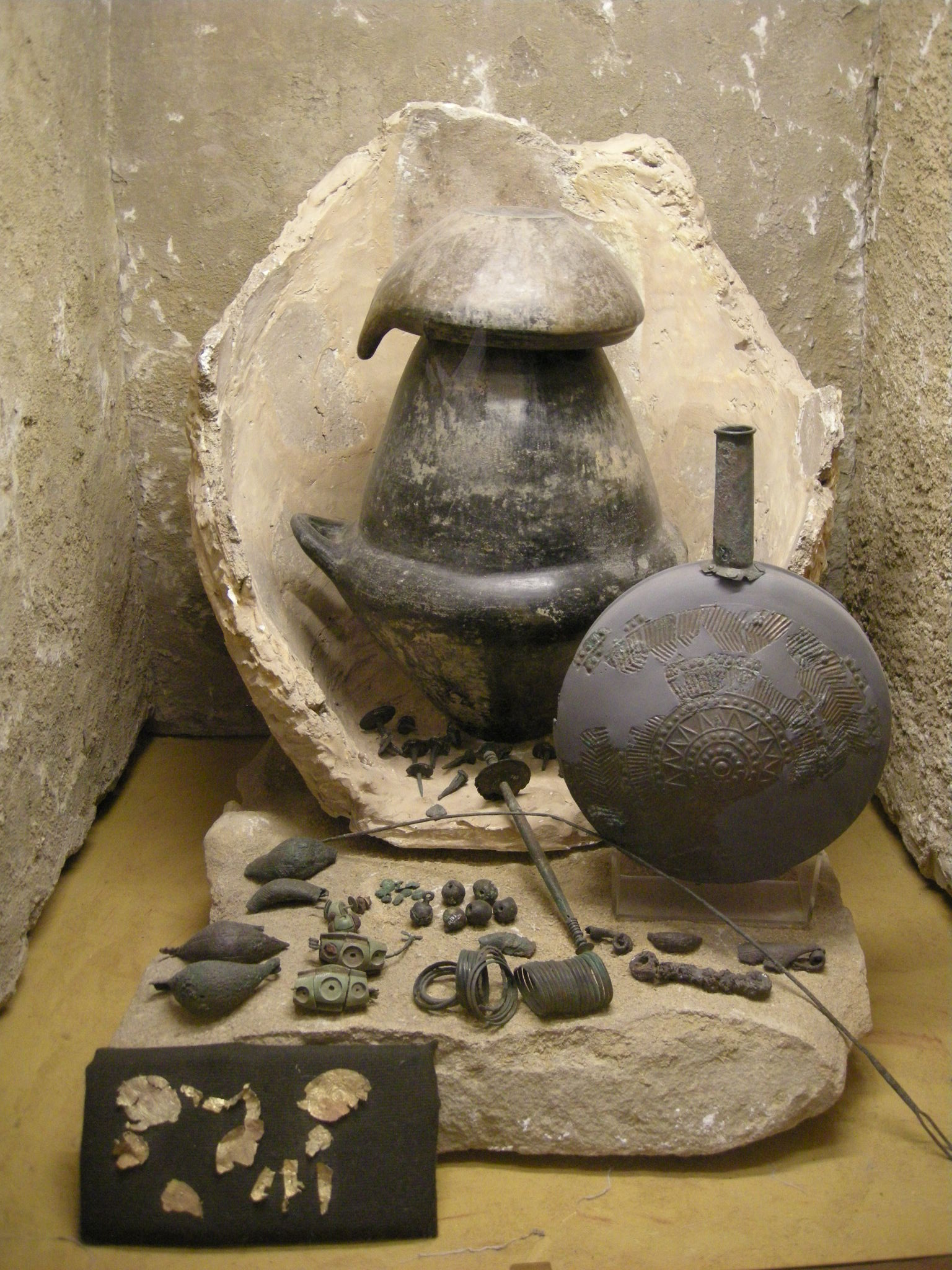
Типичное погребение культуры Вилланова

### Палеолит, неолит и железный век
На территории Эмилии в Альбинее, Кампеджине и Калерно (ит.) обнаружены остатки поселений относящихся к эпохе палеолита, а также неолитические находки и свайные жилища культуры Террамаре, — единственный возможный тип жилищ до осушения болот, — которые были разбросаны по всей долине реки По. В век железа (IX—VIII века до. н. э.) развивалась виллановская культура, названная так по поселению Вилланова (ит.), которая основала первые города. Основным свидетельством этой культуры является керамика, используемая в качестве погребальных урн, и представляющая собой самую древнюю фазу этрусской цивилизации.

### Правление этрусков и бойев
С VI по III века до н. э. в Эмилии, как и в Романье, доминировали этруски, которые основали процветающие колонии, такие как Спина (ит.), Парма и Фельсина (современная Болонья). В последней, в Городском археологическом музее, хранятся различные находки этрусской эпохи. Этрусские колонии существовали в Северной Италии одновременно с другими народами, в том числе с кельтами культуры Голасекка, поселившимися в районе впадения реки Тичино в озеро Маджоре, которые пришли между XII и X веками до нашей эры. Частые торговые контакты между двумя народами привели кельтов к изучению письменности, развившейся к концу VII века до нашей эры в так называемый «алфавит Лугано» (лепонтийский язык).
Согласно Титу Ливио, к началу четвертого века до н. э. ряд кельтских народов — бойи, лингоны и сеноны, и также, возможно, либуи (ит.) и саллувии — покинули Галлию (территорию современной Франции) и мигрировали в Италию. Воинственный и многочисленный галльский народ бойев, состоявший, согласно Катону, из 112 племён, поселился на равнинах и в горах Эмилии и в части Романьи, разделив последнюю с сенонами. Римские и греческие источники вместе с последующими археологическими находками свидетельствуют о длительном вторжении, направленном на массовое и окончательное заселение, которое чередовало военные события с другими событиями в ходе сосуществования и смешения с покорёнными этрусками. Греческий историк Полибий упоминает, что кельтское вторжение в этрусские колонии было осуществлено под банальными предлогами, во время археологические раскопки в Венето и Эмилии (некрополь у горы Монте-Бибеле (ит.)) выявили захоронения, которые предполагают этрусско-кельтские смешанные браки.

### Римское правление
Римляне завоевали Эмилию в третьем веке до нашей эры и построили там (в 187 г. до н. э.) важную дорогу, Виа Эмилия, благодаря Марку Эмилию Лепиду, а Октавиан Август объединил Эмилию с Лигурией. Вдоль дороги возникли города Модена (Mutina), Пьяченца (Placentia) и Реджо (Regium Lepidi), а Парма (Parmam) и Болонья (Bononia) расширились. Во время владычества Рима Эмилия радикально изменилась: леса были вырублены, чтобы снабжать столицу древесиной, болота были осушены, а низины освоены. Следы римского владычества присутствуют по всей Эмилии, в частности, недалеко от Пьяченцы, где находятся археологические раскопки древнеримского города Веллея (ит.).

### Поздняя античность
В IV веке наблюдался сильный кризис, особенно в городах. Об этом есть свидетельство Амвросия Медиоланского, епископа Милана, который в письме от 387 года, адресованном своему другу Фаустино, описывает эмилианские города как «трупы полуразрушенных городов» (лат. semirutarum urbium cadavera).

## Средние века

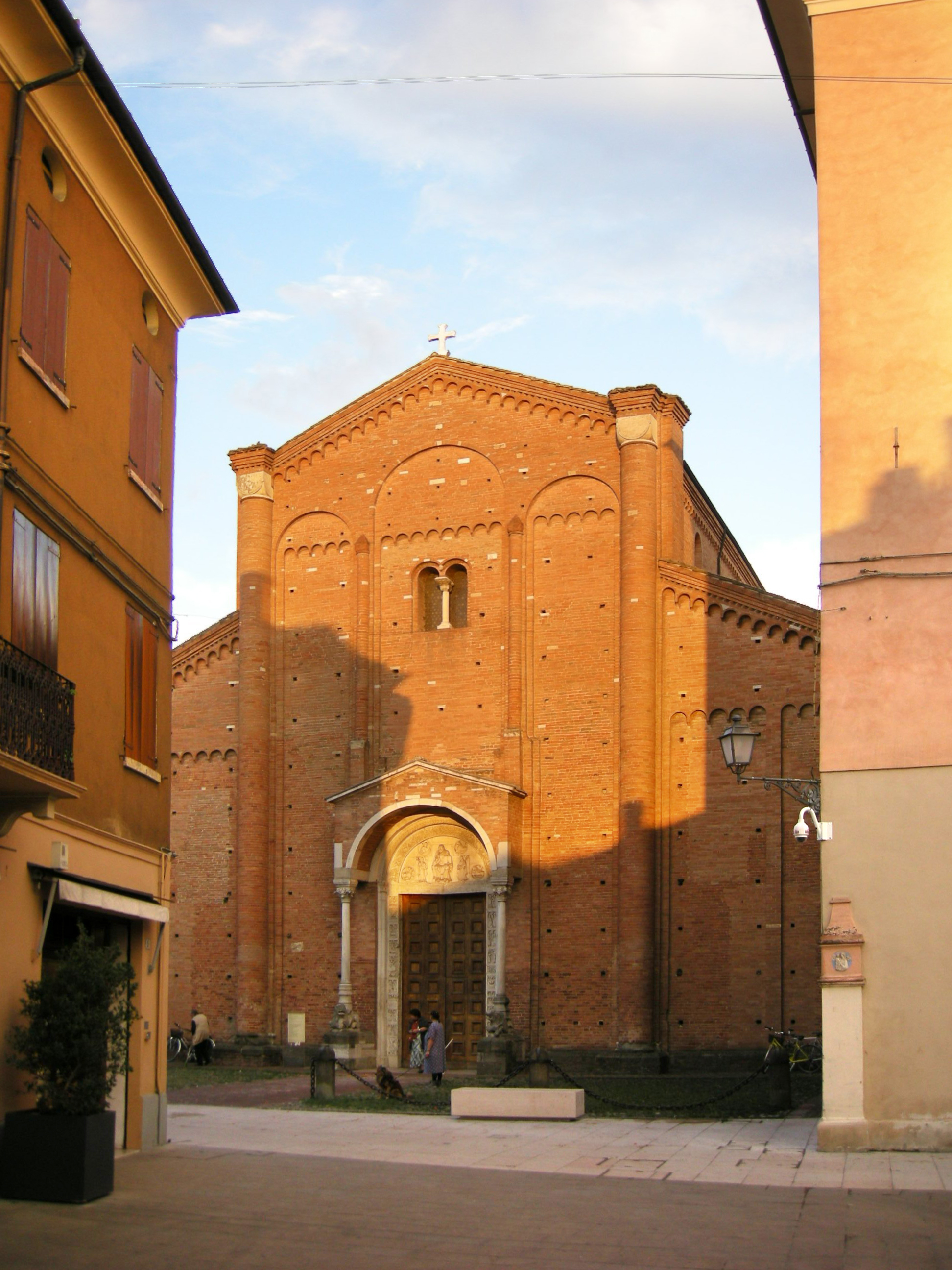
Аббатство Нонантола, важный монастырский центр, основанный в конце ломбардской эпохи

### Готы и лангобарды
В IV веке н. э. район подвергся нашествию волн варварского населения из Северной Европы. Эти нашествия, начавшиеся в V веке нашей эры, принесли разорение всей области. Снова появились болота, поля были заброшены, а жизни людей угрожала опасность. Однако после прихода к власти Одоакра, а затем готов в регионе наступил период спокойствия. Он закончился в VI веке сначала войной остготов с Византией, а затем приходом лангобардов Агилульфа, которые вытеснили византийцев, живших здесь со времён Юстиниана I, и принесли голод и эпидемии чумы. Во время господства лангобардов были образованы различные небольшие герцогства (ит.), такие как Пармское, Пьяченца (ит.), Персичето (ит.), Модена и Реджо. В 728 году ломбардскими также стали Болонья и Имола. Регион окончательно стал лангобардским при Айстульфе в 751 году. Из аббатства Боббио возникли монастыри, которые создали основу для развития сельского хозяйства с распространением виноградников, каштановых рощ, мельниц и маслобойных заводов. Вновь открылись торговые и коммуникационные пути: нефть, соль (ит.), лес, мясо и т. д.

### Франки
Лангобардов сменили франки. Пипин Короткий подарил папству часть земель (включая Болонью и Романью). Его сын Карл Великий, покорив лангобардское королевство, поделил регион на различные феоды. Ими в основном управляли епископы, имевшие в то время не только религиозную, но и политическую и административную власть. После Верденского договора большая часть Северной Италии, включая Эмилию, перешла к сыну Карла Великого, Людовику Благочестивому.

### Позднее Средневековье
Маркиз Фриули Беренгар I был избран королём, и ему наследовал Людовик[прояснить]. Но его сторонники подрались между собой и вероломно убили его[прояснить], а через несколько лет к власти пришёл Беренгар II, маркиз Ивреи. Беренгар II, чтобы сохранить власть, подчинился Оттону I, который в 962 году пришёл на полуостров, сверг Беренгара II и провозгласил королем Италии себя. 12 февраля 1002 года королем Италии стал Ардуин, который столкнулся с прибывшим в Италию от имени императора Германии Генриха II Оттоном Каринтийским, перешедшим Альпы с небольшой армией, чтобы свергнуть Ардуина. Однако он потерпел поражение в Трентино, и в этот момент Оттон отступил. Некоторое время спустя Ардуин стал монахом и вступил в орден монахов-бенедиктинцев при аббатстве Фруттуария (ит.).

## Новое время

Герб дома Эсте

### Герцогства и сеньории
В XII веке в Эмилии многие феоды стали независимыми, превратившись в свободные коммуны. Особенно важными были муниципалитеты Пармы и Пьяченцы, но прежде всего Болоньи, где в 1088 году был создан первый европейский университет. В XIII веке оформились первые графства и герцогства региона. Наиболее важными являются:
- Графство Гвасталла, появившееся в 1406 году при Гвидо Торелли. Впоследствии, в 1539 году, управление перешло к Ферранте I Гонзага из семейства Гонзага. В 1621 году графство стало герцогством Гвасталла во главе с Чезаре II Гонзага (ит.), и оставалось во власти династии до 1678 года, даты окончания правления Чезаре II Гонзага, когда герцогство перешло к Миланскому герцогству. Независимое правление Гонзага в Гвасталле было восстановлено в 1693 году при Винченцо Гонзага. В 1702 году герцогство перешло к Королевству Франции и вновь стало независимым только два года спустя, в 1704 году, под управлением Антонио Ферранте Гонзага. Франция снова восстановила власть над герцогством в 1734 году, отобрав владение у Джузеппе Марии Гонзаги. Джузеппе Мария возобновил правление в 1738—1746 годах, а после краткосрочного двухлетнего правления Габсбургов, в 1748 году Гвасталла перешла к герцогству Пармскому.
- Герцогство Пармское, появившееся в 1545 году усилиями Пьера Луиджи Фарнезе, доминировало над значительной частью Эмилии. Династия Фарнезе, управляла герцогством дольше всего и угасла в 1731 году со смертью Антонио Фарнезе. Во время своего правления семья Фарнезе обогатила город Парму, столицу герцогства, прекрасными зданиями, такими как театр Фарнезе в Палаццо Пилотта. После Фарнезе и непродолжительной власти Бурбонов к власти пришли Габсбурги в лице императора Карлом VI. Последняя герцогиня Габсбургов, Мария Терезия, была первой, кто также правил Гвасталлой. Последней правящей династией до эпохи Наполеона были Пармские Бурбоны, правившие герцогством с 1748 по 1802 годы. После них прибыл Наполеон из Франции, который поставил двух герцогов по своему выбору: Жан-Жака Режи де Камбасереса в Парме и Шарля-Франсуа Лебрена в Пьяченце. Мария Луиза Габсбург-Лотарингская была последней правительницей Габсбургов в Парме. Последними герцогами города снова были Пармские Бурбоны с 1847 по 1859 год. После этого герцогство стало частью Королевства Италия.
- Герцогство Феррара, которое в 1461 году распространило свои владения на Модену и Реджио, дало начало одноименному герцогству, которым управляла знатная семья Эсте. Несомненно, самое важное и могущественное герцогство во всей Эмилии, оно включало обширные территории в Романье и Венето (Луго был территорией Эсте, как и вся область Полезине-ди-Ровиго). После передачи территорий Феррары папе в 1598 году Эсте оставались сеньорами тогдашних провинций Модена и Реджо, и правили ими единолично до 1814 года, а затем до 1859 года как Габсбурги-Эсте, после чего герцогство присоединилось к Королевству Италия.

## Наполеоновская эпоха

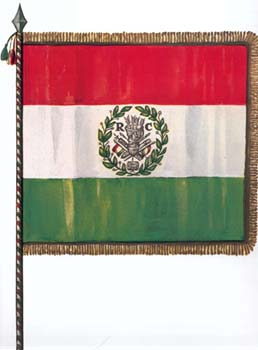
Триколор Циспаданской республики

### Прибытие французов
В 1793 году Наполеон Бонапарт, в то время бригадный генерал, получил должность инспектора артиллерии французской Итальянской армии, которая долгое время была заблокирована между пьемонтскими войсками на севере и английскими кораблями на юге при попытке вторжения в Сардинское королевство.
В апреле 1794 года французские войска под предводительством Наполеона прорвали блокаду у Онельи, в Лигурии, сумев таким образом продвинуться вглубь итальянского полуострова. Постепенно Бонапарт почти без проблем продвинулся в северную Италию, принеся идеал свободы Французской революции местным народам, которые начали восставать против своих государей и провозглашать французов освободителями.
7 мая 1796 года генерал Даллемань (фр.) прибыл в Пьяченцу в 9 часов утра, начав французскую экспансию в Эмилии и Романье. 9 мая, через два дня после падения Пьяченцы, герцог Пармский Фердинанд I подписал перемирие с наполеоновскими войсками, в то время как герцогство Модена было оккупировано в октябре, а легатство Романьи (ит.), принадлежащее Папскому государству, вскоре после этого.

### Республики
В Реджо 7 мая 1796 года, в день падения Пьяченцы, герцог Эрколе III д’Эсте из-за неизбежного прибытия французских войск и народных восстаний удалился в Венецию. Таким образом, была провозглашена Реджийская республика (ит.), которая вскоре была присоединена к территориям, оккупированным Наполеоном, который в том же году в Болонье провозгласил Болонскую республику. В конце 1796 года в Северной Италии были провозглашены две республики, зависимые от Франции: Транспаданская республика (состоящая из того, что до предыдущего года было Миланским герцогством) и Циспаданская республика (образованная союзом герцогства Модены), Реджийской и Болонской республик). 7 марта 1797 года они все были объединены вместе с легатством Романьи в Цизальпинскую республику, которая в качестве своего флага приняла триколор, родившийся в Реджо в 1796 году.

## Современность

### Рисорджименто
За двухлетний период 1848—1849 годов в боевых действиях участвовали все социальные классы. В Реджио, Модене и Болонье люди выходили на улицы: появились побочные силы, которые поставили цели, выходившие за рамки свободы и независимости. В Модене хотели изгнать герцога Франческо V Габсбурга-Эсте и дать себе автономное правительство, говорили об итальянском единстве, являются республиканцами и имеют живые социальные устремления. В Болонье «маленькие люди» защищали город от австрийцев 8 августа 1848 года, но также подняли социальный вопрос в его экономическом и моральном аспектах. Но умеренным удалось удержать ситуацию под контролем, «обуздать плебеев», отказавшись от формулы «Пий IX и Италия», получившей первый либеральный импульс жаждавших новизны, и приняв теперь программу соглашения с Карлом Альбертом, которую Д’Адзельо пропагандировал в Романье в 1845 году, так как это позволяло, среди прочего, нейтрализовать демократический революционизм в различных его аспектах, то есть без лишней крови утихомирить антиавстрийские мятежи. В 1849 году, после распада Римской республики, революционное пламя погасло. Десять лет спустя, в 1859 году, в папской Романье (ит.), в герцогствах Модена и Парма и в Великом герцогстве Тоскана, после мирных восстаний, изгнавших соответствующих правителей, были сформированы временные правительства, приведшие эти территории в состав Сардинского королевства через плебисцит.

### Из королевства в республику
В 1922 году Эмилия вошла в состав фашистской Италии Муссолини и позже была оккупирована немецкими войсками, которые постепенно были вытеснены союзниками. Они убили 1830 человек в Марцаботто в 1944 году за партизанские действия. В 1947 году Эмилия вместе с Романьей сформировала регион Эмилия-Романья.